# شب‌دوست کوتوله روندو
شب‌دوست کوتوله روندو(نام علمی: Galago rondoensis) نام یک گونه از سرده شب‌دوست کوچک است.